# Vierschanzentournee 1958/59
Die 7. Vierschanzentournee 1958/59 begann in dieser Saison schon am 28. Dezember mit dem Springen in Oberstdorf. Am Neujahrstag folgte das Springen in Garmisch-Partenkirchen. Dann zog die Tourneekarawane nach Österreich, wo am 4. Januar das Springen in Innsbruck folgte. Das Abschlussspringen in Bischofshofen fand am 6. Januar statt. Die Tournee konnte erneut Helmut Recknagel aus der DDR gewinnen. Er war damit der erste Springer, dem das zum zweiten Male glückte. Geradezu tragisch endete die Tournee für die mitfavorisierten finnischen Springer. Der amtierende Skisprungweltmeister Juhani Kärkinen konnte verletzungsbedingt nicht starten und nach 2 Stürzen in Innsbruck fiel auch der bis dahin Drittplatzierte in der Gesamtwertung, Eino Kirjonen, hoffnungslos zurück. Am Ende konnte sich kein Finne unter den besten Zehn der Gesamtwertung platzieren.

## Nominierte Athleten
Die Zwischensaison zwischen den Weltmeisterschaften von 1958 und den kommenden Olympischen Spielen in Squaw Valley war offensichtlich aus sportlicher Sicht nicht so interessant. Nach einer stetigen Zunahme an teilnehmenden Nationen gab es erstmals einen Rückgang. Darüber hinaus sandten mehrere Nationen nur zwei bis drei Springer. Mit insgesamt 40 Springern aus der Bundesrepublik, der DDR und Österreich wurde bei 57 Gesamtteilnehmern auf den 4 Schanzen hauptsächlich Deutsch gesprochen.
| Nation           | Athleten |
| ---------------- | --- |
| BR Deutschland   | Helmut Bleier, Heinrich Zapf, Max Bolkart, Hans Leppert, Helmut Kurz, Arthur Bodenmüller, Sepp Kleisl, Hermann Anwander, Hias Winkler, Otto Herz, Konrad Simmerl, Franz Fischer, Hubert Witting, Georg Thoma, Helmut Reicherts, Helmut Wegscheider, Ewald Roscher, Wolfgang Happle, Toni Hörterer |
| DDR              | Harry Glaß, Werner Lesser, Helmut Recknagel, Manfred Brunner, Adolf Baldauf, Hugo Fuchs, Harald Pfeffer, Willi Wirth, Manfred Matthäi |
| Österreich       | Willi Egger, Walter Habersatter, Otto Leodolter, Alois Leodolter, Walter Steinegger, Albin Plank, Peter Müller, Ferdl Wallner, Ernst Kröll, Theo Schett, Fredi Schirmer, Waldemar Heigenhauser |
| Finnland         | Eino Kirjonen, Pekka Tirkkonen, Veiko Kankkonen |
| Italien          | Dino De Zordo, Nilo Zandanel, Luigi Pennacchio |
| Norwegen         | Anders Woldseth, Arne Hoel, Kjell Kopstad |
| Sowjetunion      | Nikolai Kamenski, Nikolai Schamow, Witali Sannikow, Koba Zakadse, Rudolf Nikolajewitsch Bykow, Jaroslav Masanek, Juri Samsonow |
| Tschechoslowakei | Miroslav Martinak, Emil Ulrych, |

## Oberstdorf
Bei regnerischem Wetter konnte Helmut Recknagel seiner Favoritenrolle auf der Schattenbergschanze gerecht werden. Er gewann vor dem Finnen Kirjonen und Nikolai Schamow aus der Sowjetunion. Die Finnen mit Platz 2 und 6 und auch die Norweger mit den Plätzen 4 und 9 zeigten nach der letztjährigen Abstinenz sofort, dass mit ihnen zu rechnen war. Aber auch die Springer aus Österreich zeigten mit den Platzierungen 5 und 10 ihre gewachsene Leistungsstärke.
- Datum: 28. Dezember 1958[1]
- Land:  BR Deutschland
- Schanze: Schattenbergschanze

| Pos. | Springer         | Land        | Punkte |
| ---- | ---------------- | ----------- | ------ |
| 1.   | Helmut Recknagel | DDR         | 226,5  |
| 2.   | Eino Kirjonen    | Finnland    | 222,0  |
| 3.   | Nikolai Schamow  | Sowjetunion | 221,0  |
| 4.   | Anders Woldseth  | Norwegen    | 219,5  |
| 5.   | Otto Leodolter   | Österreich  | 218,0  |
| 6.   | Pekka Tirkkonen  | Finnland    | 217,5  |
| 7.   | Nikolai Kamenski | Sowjetunion | 216,5  |
| 8.   | Harry Glaß       | DDR         | 215,0  |
| 9.   | Arne Hoel        | Norwegen    | 214,0  |
| 10.  | Willi Egger      | Österreich  | 212,5  |

## Garmisch-Partenkirchen
Auf der trotz der warmen Witterung gut präparierten Schanze entschied Helmut Recknagel auch das Neujahrsspringen vor 30.000 Zuschauern für sich. Seitenwind und strömender Regen erschwerten den Wettbewerb. Diesmal machten vor allem die sowjetischen Springer, allen voran Koba Zakadse, Recknagel den Sieg streitig. Unter den zehn besten Springern kamen allein 4 sowjetische Springer ein. Harry Glaß vergab durch einen Sturz im 2. Durchgang eine gute Platzierung im Vorderfeld. In der Gesamtwertung konnte Recknagel seinen Vorsprung gegenüber Schamow auf fast 15 Punkte ausbauen.
- Datum: 1. Januar 1959[3]
- Land:  BR Deutschland
- Schanze: Große Olympiaschanze

| Zwischenstand nach 2 Springen | Zwischenstand nach 2 Springen | Zwischenstand nach 2 Springen |
| Pos.                          | Springer                      | Punkte                        |
| ----------------------------- | ----------------------------- | ----------------------------- |
| 01.                           | Recknagel                     | 452,2                         |
| 02.                           | Schamow                       | 437,5                         |
| 03.                           | Kirjonen                      | 434,6                         |

| Pos. | Springer           | Land        | Punkte |
| ---- | ------------------ | ----------- | ------ |
| 1.   | Helmut Recknagel   | DDR         | 225,7  |
| 2.   | Koba Zakadse       | Sowjetunion | 223,0  |
| 3.   | Nikolai Schamow    | Sowjetunion | 216,5  |
| 4.   | Juri Samsonow      | Sowjetunion | 215,7  |
| 5.   | Veikko Kankkonen   | Finnland    | 215,3  |
| 6.   | Kjell Kopstad      | Norwegen    | 213,7  |
| 7.   | Nikolai Kamenski   | Sowjetunion | 213,1  |
| 8.   | Arne Hoel          | Norwegen    | 212,2  |
| 9.   | Eino Kirjonen      | Finnland    | 212,1  |
| 10.  | Walter Habersatter | Österreich  | 211,8  |

## Innsbruck
Wie vor drei Jahren, gab es wieder wenig Schnee. Mit 20 großen Transportfahrzeugen und unter Mithilfe von mehr als hundert Arbeitskräften wurden schon am Neujahrstag etwa 650 Kubikmeter Schnee aus Reith bei Seefeld zur Bergisel-Schanze gebracht, um die Anlage vorzubereiten. Die Schanze wurde erst einen Tag vor dem Bewerb für das Training freigegeben. Um ein Wegschwemmen des Schnees durch Regen vorzubeugen, wurde eine neuartige Methode angewendet und eine riesige Plastikfolie über Anlauf- und Aufsprungbahn gelegt und an ihren Rändern mit Häringen am Boden verankert.
Schon vor Beginn des Wettbewerbs hatte das Springen seine ersten Aufreger. Der Tageszweite von Garmisch, Koba Zakadse, stürzte im Training und musste aufgeben. Zudem hatte Helmut Recknagel am Vortage einen Sieg am Bergisel angekündigt. Dies gelang ihm dann auch vor 20.000 begeisterten Zuschauern. Er verwies den Finnen Kankkonen und den Norweger Woldseth auf die Plätze. Damit war Recknagel der 2 Springer, dem 3 Tagessiege in Folge gelangen. Harry Glaß, in Garmisch noch gestürzt, belegte einen guten 4. Platz. Auch in die Gesamtwertung kam Bewegung. Der bis dahin Drittplatzierte Finne Kirjonen stürzte in beiden Durchgängen und musste seine Hoffnungen auf einen Podiumsplatz mit Rang 38 und über 60 Punkten Rückstand auf den Sieger in der Tageswertung begraben. Auch Nikolai Schamow verlor weiter an Boden. Dafür schob sich der beständige Norweger Hoel auf den dritten Platz der Gesamtwertung. Dahinter lag aber schon der Österreicher Walter Habersatter.
- Datum: 4. Januar 1959[6]
- Land:  Österreich
- Schanze: Bergiselschanze

| Zwischenstand nach 3 Springen | Zwischenstand nach 3 Springen | Zwischenstand nach 3 Springen |
| Pos.                          | Springer                      | Punkte                        |
| ----------------------------- | ----------------------------- | ----------------------------- |
| 01.                           | Recknagel                     | 682,2                         |
| 02.                           | Schamow                       | 650,0                         |
| 03.                           | Hoel                          | 640,2                         |

| Pos. | Springer           | Land        | Punkte |
| ---- | ------------------ | ----------- | ------ |
| 1.   | Helmut Recknagel   | DDR         | 230,0  |
| 2.   | Veikko Kankkonen   | Finnland    | 222,5  |
| 3.   | Anders Woldseth    | Norwegen    | 219,5  |
| 4.   | Harry Glaß         | DDR         | 217,0  |
| 5.   | Walter Habersatter | Österreich  | 214,5  |
| 6.   | Arne Hoel          | Norwegen    | 214,0  |
| 7.   | Nikolai Schamow    | Sowjetunion | 212,5  |
| 8.   | Pekka Tirkkonen    | Finnland    | 212,0  |
| 8.   | Willi Egger        | Österreich  | 212,0  |
| 10.  | Otto Leodolter     | Österreich  | 211,5  |
| 10.  | Juri Samsonow      | Sowjetunion | 211,5  |

## Bischofshofen
Der 4. Tagessieg für Recknagel war nach Meinung der Experten im Vorfeld nur noch reine Formsache. Doch, auch zur Überraschung dieser Experten, am Ende stand ein einheimischer Österreicher vor 6.000 Zuschauern auf dem obersten Treppchen. Walter Habersatter entschied das Springen vor dem Finnen Kirjonen und Nikolai Kamenski aus der Sowjetunion für sich. Helmut Recknagel stürzte im ersten Durchgang nach gestandenem Schanzenrekord von 96,5 m noch im tiefen Schnee des Auslaufs. Trotz einer schmerzhaften Rippenprellung sprang er im 2. Durchgang Bestweite und kam in der Tageswertung auf den 15. Platz. Der bis dahin Gesamtzweite Schamow stürzte im 2. Durchgang und belegte Platz 21. Max Bolkart konnte für die enttäuschenden Springer aus der Bundesrepublik mit dem 8. Platz zumindest einen Achtungserfolg verzeichnen.
- Datum: 6. Januar 1959[8]
- Land:  Österreich
- Schanze: Paul-Außerleitner-Schanze

| Pos. | Springer           | Land           | Punkte |
| ---- | ------------------ | -------------- | ------ |
| 1.   | Walter Habersatter | Österreich     | 222,5  |
| 2.   | Eino Kirjonen      | Finnland       | 220,2  |
| 3.   | Nikolai Kamenski   | Sowjetunion    | 218,6  |
| 4.   | Anders Woldseth    | Norwegen       | 215,0  |
| 5.   | Harry Glaß         | DDR            | 214,5  |
| 6.   | Walter Steinegger  | Österreich     | 211,7  |
| 7.   | Juri Samsonow      | Sowjetunion    | 210,4  |
| 8.   | Max Bolkart        | BR Deutschland | 210,3  |
| 9.   | Arne Hoel          | Norwegen       | 210,2  |
| 10.  | Rudolf Bykow       | Sowjetunion    | 206,9  |

## Gesamtwertung
Helmut Recknagel aus der DDR war der souveräne Gesamtsieger. Mit 3 Tagessiegen drückte er der Tournee seinen Stempel auf. Trotz des Sturzes in Bischofshofen gewann er mit über 20 Punkten Vorsprung. Dahinter wurde die Wertung nach dem letzten Springen aber noch einmal durcheinandergewirbelt. Walter Habersatter gelang durch seinen Tagessieg noch der silberne Rang in der Endabrechnung. Gleichzeitig rutschte Nikolai Schamow noch auf den vierten Platz hinter den beständig springenden Norweger Hoel. Die Sowjetunion stellte aber mit 4 Springern unter den ersten Zehn die beste Mannschaft. Harry Glaß wurde der Sturz beim Springen in Garmisch zum Verhängnis. Eine einstellige Platzierung in der Tageswertung des Neujahrsspringens hätte am Ende für einen Podiumsplatz in der Gesamtwertung gereicht. So reichte es nur für Platz 10.
| Rang | Name               | Nation      | Gesamt- wertung | Oberst- dorf | Garmisch- Partenk.- | Inns- bruck | Bischofs- hofen |
| ---- | ------------------ | ----------- | --------------- | ------------ | ------------------- | ----------- | --------------- |
| 01   | Helmut Recknagel   | DDR         | 883,0           | 226,5 / 01.  | 225,7 / 01.         | 230,0 / 01. | 201,0 / 15.     |
| 02   | Walter Habersatter | Österreich  | 860,8           | 212,0 / 11.  | 211,8 / 10.         | 214,5 / 05. | 222,5 / 01.     |
| 03   | Arne Hoel          | Norwegen    | 850,4           | 214,0 / 09.  | 212,2 / 08.         | 214,0 / 06. | 210,2 / 09.     |
| 04   | Nikolai Schamow    | Sowjetunion | 839,7           | 221,0 / 03.  | 216,5 / 03.         | 212,5 / 07. | 189,7 / 22.     |
| 05   | Nikolai Kamenski   | Sowjetunion | 838,2           | 216,5 / 07.  | 213,1 / 07.         | 190,0 / 31. | 218,6 / 03.     |
| 06   | Otto Leodolter     | Österreich  | 837,6           | 218,0 / 05.  | 204,5 / 18.         | 211,5 / 10. | 203,7 / 13.     |
| 07   | Anders Woldseth    | Norwegen    | 835,2           | 219,5 / 04.  | 181,2 / 34.         | 219,5 / 03. | 215,0 / 04.     |
| 08   | Juri Samsonow      | Sowjetunion | 835,1           | 197,5 / 21.  | 215,7 / 04.         | 211,5 / 10. | 210,4 / 07.     |
| 09   | Rudolf Bykow       | Sowjetunion | 833,9           | 211,5 / 11.  | 209,5 / 11.         | 206,0 / 15. | 206,9 / 10.     |
| 10   | Harry Glaß         | DDR         | 831,0           | 215,0 / 08.  | 184,5 / 31.         | 217,0 / 04. | 214,5 / 05.     |